# ババルウ星人
ババルウ星人（ババルウせいじん）は、特撮テレビドラマ『ウルトラマンレオ』をはじめとする「ウルトラシリーズ」に登場する架空の宇宙人。別名は暗黒星人。
黒色の身体に金色の鬣を持ち、2本の角を頭に生やしている。

## 『ウルトラマンレオ』に登場するババルウ星人
『ウルトラマンレオ』第39話「レオ兄弟 ウルトラ兄弟 勝利の時」に登場。
別名「暗黒宇宙の支配者」。以前からウルトラの星を狙っていた宇宙人で、過去にウルトラ兄弟とも戦ったことがあり、巨悪として恐れられていた。しかし、ウルトラマンキングには小物扱いされており、正体が露見した後はあわてて退散している。
高い変身能力に優れ、ウルトラマンレオの弟であるアストラを襲って北極星の氷塊の中に閉じ込めた後はアストラに化けてウルトラの星に侵入すると、ウルトラの星のエネルギーと運行を制御しているウルトラキーを盗み出し、地球に暴走させたウルトラの星を激突させようと暗躍する。レオとウルトラ兄弟の同志討ちを図るその変身能力には、ウルトラ兄弟はおろかレオさえも気付けなかった。
格闘技術にも優れており、左腕には鎖分銅（チェーン、鎖分銅のチェーン）、右腕にはカッター（隠し刀）を得意武器として戦う。鎖分銅は巨大化し、ウルトラキーが格納された第2ウルトラタワーを引き倒すほどの力がある。
ウルトラの星での戦いではアストラの姿のままウルトラ兄弟を退けて地球へ逃げ去り、そこでキングに洗礼光線を浴びせられて正体を暴かれたために逃亡し、等身大になって身を隠しながらウルトラの星と地球を衝突まで数分というところまで追い詰めるが、レオ兄弟のウルトラダブルスパークによってウルトラキーを復元されると、計画を遂行するためにも巨大化する。ウルトラキーをウルトラの星に運ぼうとするレオ兄弟との戦闘では、隙を突かれて本物のアストラにウルトラキーを持ち去られたため、完全に計画は失敗する。最後はレオを鎖分銅とカッターで苦しめるものの、逆にカッターを利用されて鎖を切られたうえ、レオキックを胸のランプに受けて絶命する。
- 声：清川元夢[7]
- 当時の裏設定では、レオ兄弟への復讐のためにブラック指令に地球侵略を依頼したとされている[8]。
- 胸部のランプは後に「パイルオーガン」と呼ばれる装置で「宇宙空間のマイナスエネルギーやダークパワーを吸収する装置」と設定された[注釈 1]。
- 声優は男性だが、裏設定では女性とされている[10]。
- デザインは大澤哲三[11][12]。着ぐるみは第30話に登場したマグマ星人の改造で[13]、デザイン画でも指示されていた[11][12]。
- 第39話のテロップでは「暗黒星人ババルウ」と表記されており、劇中でもゾフィー、エース、ナレーションには「ババルウ」と呼称された。現在では「ババルウ星人」が公式の名称とされている。
- 内山まもるの漫画版『ウルトラマンレオ』（てんとう虫コミックス『ザ・ウルトラマン』第3巻に収録[14]）では、『小学三年生』掲載分にてテレビ版とほぼ同じ展開を経て、『小学二年生』掲載分にてテレビ版の登場個体の弟がウルトラマンAに化けてレオ兄弟を誘い出し、死亡したと思われていたレオ兄弟の両親を母船で人質に取ってレオ兄弟にウルトラの星の破壊を命じると、ブラック司令官と共に地球へ侵攻する。しかし、最終決戦では太陽エネルギーを得て回復していたレオの両親に母船から脱出され、その際の爆発で飛び散った破片が身体に突き刺さり、死亡する。失策による最期の姿は、ブラック司令官に憤慨を経て唾棄された。

### にせアストラ
『ウルトラマンレオ』第38話「決闘！レオ兄弟対ウルトラ兄弟」、第39話「レオ兄弟 ウルトラ兄弟 勝利の時」に登場。資料によってはニセ・アストラと表記している。
ウルトラの星に侵入したババルウ星人がアストラに擬態した姿。擬態能力は実兄のレオにすら見破れないほど完璧であるが、キングの洗礼光線を浴びて正体を現す。
外見や声質は本物のアストラと同一だが、ウルトラキーを盗んで構えた際には不気味な笑い声を上げている。
- 声：丸山純二[7]
- スーツは本物のアストラと同一。

## 『ウルトラマンメビウス』に登場するババルウ星人
『ウルトラマンメビウス』第35話「群青の光と影」、『ウルトラマンメビウス外伝 ヒカリサーガ』SAGA3「光の帰還」に登場。
かつてアストラに化けてウルトラ兄弟を欺き、地球とウルトラの星を破壊を目論んだババルウ星人（以下、先代）の同族。GUYSのドキュメントMACに記録が残っている。左腕から光弾を発射し、右腕のカッターと巨大なトゲ付き鉄球が付いた刺又状の武器ババルウ・スティックを武器として使用する。先代同様に優れた擬態能力を持ち、擬態した相手の身体の装飾品をコピーするほか､技や能力を使用可能。また、前髪をかき上げる癖がある。
外伝『ヒカリサーガ』では、ウルトラマンヒカリを仲間にしようとウルトラマンメビウスに化け、壊滅した惑星アーブへ偽のウルトラサインで誘い込むが、拒否されたために戦いを挑む。口から冷凍ガスを吐いてヒカリを氷漬けにしたところ、アーブの民の声によって勇者の鎧となったアーブギアをまとって復活したヒカリに猛反撃を受け、ナイトシュートで深手を負わされる。それ以降は雪辱を果たすことを誓い、高笑いをあげながら煙幕と共に姿を消して逃げ去る。
その後、第35話では地球に飛来して恨みの感情を抱くハンターナイト ツルギに化けて街を破壊し、地球人に「青いウルトラマン」に対する恐怖と疑惑を植え付けて信用を失墜させようと目論む。ヒカリ＝セリザワ・カズヤ前隊長がGUYSに監禁されたと知るや再びツルギに化けて街を破壊するが、監禁はGUYSの総本部陣がババルウ星人を油断させるための計略だったことからヒカリへの疑惑は完全に晴れ、解放された彼と再戦する羽目となる。ヒカリのブレードショットを受けて正体を暴かれた後、カッターでナイトビームブレードと相殺させながら光弾で攻撃するという卑怯な戦法で彼を追い詰めるが、自らの意思で制御できる新たなアーブギアをまとって本物のツルギに再変身したヒカリにはまったく歯が立たず、最後はナイトシュートを受けて倒される。
ヒカリは、このババルウ星人も地球を狙う何者か（のちにエンペラ星人であることが判明する）の尖兵であったと述べている。
- 声：清川元夢（音声に加工有り）
- スーツアクター：相馬絢也
- 武器のデザインは丸山浩が担当[18][19]。薙刀や鎌の案もあり、刺又にトゲ付き鉄球を付けたものが決定稿となった[19]。
- 冷凍ガスは『大怪獣バトル ULTRA MONSTERS NEO』では「デスブリザード」と表記されている。
- 『ヒカリサーガ』監督の菊地雄一は、遊びとして京本政樹のような仕草をさせている[20]。
- 第35話監督の村石宏實は、ツルギとの戦いでは等身大キャラクターのアクションを意識して演出している[21]。

### ニセハンターナイトツルギ
第35話「群青の光と影」に登場。
ババルウ星人が地球人に「青いウルトラマン」を敵視させるために変身した姿。ただし、すでに本物のヒカリからメビウスに託されて持っていなかったはずのナイトブレスもそのまま真似たため、メビウス＝ヒビノ・ミライにはすぐに偽者だと見破られる。
ナイトブレードやナイトシュートも使える。
当初の目的に沿ってこの姿で街を破壊し、地球人に「青いウルトラマン」を敵視させることに半ば成功しかけるものの、GUYSによるヒカリの一時拘束中もこの姿で暴れ続けるというミスを犯したため、ヒカリの疑いは完全に晴れる。その直後にヒカリと再戦し、ブレードショットを受けて正体を暴かれる。
- 資料によっては、名称をニセ・ツルギと記載している[出典 4]。
- スーツは本物のハンターナイト ツルギと同一。

### ニセウルトラマンメビウス
『ヒカリサーガ』SAGA3「光の帰還」に登場。
ババルウ星人がアーブにて最初に擬態していた姿。映画『ウルトラマンメビウス&ウルトラ兄弟』でザラブ星人が変身したニセウルトラマンメビウスと違い、本物との差異がまったく見られない完璧な変身である。アーブを再訪して感慨に浸っていたヒカリを攻撃したことで偽者と見破られ、すぐに前述のニセハンターナイト ツルギの姿となり､地球へ逃亡する。
メビュームシュートも使える。
- スーツは本物のメビウスと同一。
- 資料によっては、名称をニセ・メビウスと記述している[23]。

## 『ウルトラマンメビウス外伝』に登場するババルウ星人

### 『ウルトラマンメビウス外伝 超銀河大戦』
テレビマガジン版『ウルトラマンメビウス外伝 超銀河大戦』に登場。
謎の電波で宇宙に誘い出されたウルトラマンとセブンを、ペガッサ星人、マグマ星人、ジャシュラインと共に攻撃するが、ウルトラマンのスペシウム光線でジャシュライン共々倒される。

### 『ウルトラマンメビウス外伝 アーマードダークネス』
テレビマガジン版『ウルトラマンメビウス外伝 アーマードダークネス』に登場。
マグマ星人やザラブ星人たちと共にアーマードダークネスを狙う。ザラブ星人が奪ってきたアーマードダークネスのパーツを身に着けてウルトラ兄弟たちを圧倒するが、即座にアーマードダークネスにエネルギーを吸い取られ、倒れた。

## 『大怪獣バトル』に登場するババルウ星人

### 『ウルトラギャラクシー大怪獣バトル NEVER ENDING ODYSSEY』
『ウルトラギャラクシー大怪獣バトル NEVER ENDING ODYSSEY』第4話「困惑の再会」に登場。
ババルウ星のレイオニクスバトラーで、名称はババルウ星人（RB）。操る怪獣はアントラー。「真のレイオニクスバトル」を行える。
レイを探すヒュウガを地球のレイオニクスと勘違いし、レイオニクスバトルを挑もうとするが、ヒュウガがレイオニクスではないと知り、アントラーにヒュウガを踏み潰させようとする。その後、現れたレイモンとレイオニクスバトルを行い、真のレイオニクスバトルにも応じる。互角に戦うが、アントラーがゴモラに顎をへし折られるとそのダメージで悶絶し、アントラーを回収してあわてながら姿を消す。
その後の動向は、漫画『大怪獣バトル ウルトラアドベンチャーNEO』で描かれている。
- 声：菅谷勇
- スーツアクター：岩崎晋弥

### 『大怪獣バトル ウルトラ銀河伝説 THE MOVIE』
映画『大怪獣バトル ウルトラ銀河伝説 THE MOVIE』に登場。
ウルトラマンベリアルのギガバトルナイザーの力で蘇り、怪獣墓場でダダ、ナックル星人、マグマ星人と共にレイモンを襲う。本作品でも前髪をかき上げるような仕草を見せる。レイモンに肉弾戦を挑むが、回し蹴りを受けて倒される。
また、百体怪獣ベリュドラの胴体を構成する怪獣の1体となっている。
- スーツアクター：大西雅樹[33]

### 『大怪獣バトル ULTRA MONSTERS』
『大怪獣バトル ULTRA MONSTERS』EX第14話「戦場の惑星」、第15話「歴史改変計画」、NEO第1話「力を継ぐもの」、第12話「キール星人の挑発」に登場。
惑星ボリスで主人公たちにレイオニクスバトルを仕掛けてくるが、実はレイオニクスに選ばれておらず、バトルナイザーを所持していない。レイオニクスになれなかった腹いせにアラドスを使って過去へタイムスリップし、レイモンを抹殺して歴史を改変しようと目論む。現代ではバジリス、過去ではキングオブモンスを使役する。現代と過去で二度に渡って主人公と戦いを繰り広げるが、敗れ去る。
『NEO』では上記の者と別人と思われる者が、他の宇宙人たちと共にカネゴンのバトルナイザーを奪おうとする途中、並行世界に迷い込んでマグマ星人と共に主人公を攻撃するが、主人公が手にしたカネゴンのバトルナイザーから現れた怪獣に返り討ちに遭い、マグマ星人共々倒される。
また、第12話では過去の惑星ハマーにおけるアントラーとのバトルの際に姿を見せている。
ステータスはアタックとスピード（特に後者）を重視しているが、ディフェンスが極端に低く高熱属性に弱いため、アタックが高くなおかつ弱点属性の攻撃を持った相手に押さえ込まれると、何もできなくなる。カードなどでは初登場作品が『ウルトラマンレオ』と表記されているが、必殺技はすべてメビウスに登場した際の再現で、刺又を武器に攻撃する「刺股攻撃」、左腕から光弾を発射する「光弾連射」、右腕の刃で敵を切り裂く「切り裂き攻撃」という必殺技がある。さらにNEO第5弾では、ヒカリサーガ第3話でヒカリを氷漬けにし、『レオ』でもアストラに使用したと思われる冷気攻撃を再現した「デスブリザード」が追加された。

## 『ウルトラマンゼロ』に登場するババルウ星人
テレビマガジン付録DVD『ウルトラマンゼロ&ウルトラヒーロー 超決戦DVD』に登場。
ウルトラヒーローの秘密を紹介していたウルトラマンゼロの前に、変身能力でにせウルトラマンゼロに化けた姿で現れる。他の怪獣の特技を身につけてパワーアップしようと企んでいたらしく、ゼロに対抗してウルトラ怪獣の技や能力を紹介する。最後はそれらすべてを紹介し終わった後、黒雲を身に纏って登場したダークロプスゼロの紫色の光弾（名称不明）を浴びて消滅する。

### にせウルトラマンゼロ
『ウルトラマンゼロ&ウルトラヒーロー 超決戦DVD』に登場。
ババルウ星人がゼロに変身した姿。過去のババルウ星人が変身したにせウルトラ戦士同様、本物との差異は全く見られず、声色も本物と同じである。この姿で本物のゼロの前に現れた後、すぐに元の姿に戻って正体を現す。
- 声は本物のゼロと同じ宮野真守が担当しており、本物とはまた違った悪役らしい口調で演じ分けている。
- スーツ自体は本物のゼロと同一。

## 『ウルトラゾーン』に登場するババルウ星人
『ウルトラゾーン』の各コーナーに登場。
第3話・第4話のコントコーナー「ヘアサロン・マグマ&ババルウ」では、中目黒の目黒川沿いから一本入ったところにある美容室のカリスマ美容師としてマグマ星人と共に登場。マグマ星人の後輩に当たるが、仲はあまりよくない。会話の中で得意の変身能力でマグマ星人に変身したことが示唆されている。声は津田寛治が担当。
第1話のミニコーナー「怪獣ことわざ」では、「ババルウは一見にしかず」ということわざが紹介されている。
第1話のアイキャッチでは、女性客の髪を整えており、第4話では「マグマ&ババルウ」の出入り口にある「カットモデル募集中」のポスターに登場し、最終回となる第23話ではタカダ・リホ隊員とマグマ星人と共にどの席に座るか相談している姿が描かれている。

## 『ウルトラマンX』に登場するババルウ星人
『ウルトラマンX』第9話「われら星雲!」に登場。
犯罪ネットワーク集団・暗黒星団のリーダー格。ダダ、ケムール人、ゼットン星人らを従えて悪事を働いており、成長後には怪獣兵器になりうる価値がある幼獣サメクジラ（ジョリー）を追って、地球へ飛来する。そこで、バルキー星人ハルキやイカルス星人イカリやナックル星人ナクリに風間イサムを加えて結成された「チーム星雲」にラグビー勝負を挑まれ、ケムール人の高速移動や自身の変身能力でハルキに変身することによってイサムたちを翻弄し、前半戦では51対0の圧倒的有利に立つが、後半戦では彼らの卑劣な戦法で仲間を傷つけたことによってイサムの逆鱗に触れた結果、逆転勝利されて52対51で敗れる。イサムに握手を求められても拒否し、自分たちの反則行為を棚に上げて敗北を認めまいと逆上しつつ、強制的にジョリーを奪うべく他の暗黒星団メンバーと共に巨大化して暴れ始める。その後、ウルトラマンエックスとも激闘を繰り広げるも4人がかりでも通用せず、最後はゴモラアーマーを纏ったエックスのゴモラ振動波により、4人まとめて空の彼方へ飛ばされていく。
また、元宇宙ラグビーリーグの選手で、得意技はボールを炎に包む弾丸ババルウキックであった。
エックスとの戦闘では素手で戦っている。
- 声：直塚和紀
- スーツアクター：常光博武

## ババルウ星人ババリュー
『ウルトラマンオーブ』第9話「ニセモノのブルース」、第22話「地図にないカフェ」に登場（第22話は写真のみ）。
第9話では、惑星侵略連合の一員として登場。時折、口元に手を当てる癖がある。これまでの同族と同様に高い擬態能力を持つ一方、戦闘力はあまり高くない。また、予想外の事態には大きく動揺し、投げやりになるなどコミカルな一面も見せる。
メフィラス星人ノストラからウルトラマンオーブと人間の信頼関係を壊すことを命じられ、ニセウルトラマンオーブとなって街の破壊に取りかかろうとしたところ、出現した無関係の野良個体であるテレスドンに襲われ、苦戦しつつも偶然子供を助ける。テレスドンの逃亡後は人間大となって逃走するもののSSPのジェッタに見つかってしまったため、咄嗟に金髪の男性に化けて馬場 竜次（）と名乗る。ジェッタにはオーブの正体であると誤解され、仕方なく彼や街の子供たちとオーブとして接するうちに、心が揺れていく。やがて、「このままオーブとして生きていく人生もありなんじゃないか」「悪の星で生まれた自分でもヒーローになれる」と思うようになったことから子供たちを守ると決意し、惑星侵略連合に反旗を翻す。ジャグラーの放ったケルビムにニセオーブとなって戦うものの圧倒されて変身が解けると、騙していたことを子供たちに詫びる。ババルウ星人としての姿を見ても信じてくれた子供たちの応援を受けて奮戦するが、やはり力およばずケルビムにとどめを刺されそうになったところを、本物のオーブに助けられる。ケルビムがオーブに倒された後は静かに姿を消すが、まもなく公園にて黒髪の清掃員として働く姿を、ガイに目撃されている。
第22話では、ブラック店長の経営するコーヒー喫茶店「カフェ★ブラックスター」にて、貼られた常連客たちの写真の1枚として登場。ブラック曰く「戦友」で、昔は悪だったが今は人が変わったという。
- 声・人間体：中村龍介
  - 馬場竜次役には当初はお笑い芸人を起用する案もあったが、第9話監督の冨田卓からの推薦により、シン役候補であった中村が起用された[47]。
  - 中村は声のトーンに特徴があったことから、変身後の声も演じることとなった[48]。アフレコの際には必死に戦うババリューの姿を見て泣いてしまった[49]うえ、放送後には子持ちの友達から「ウチの息子と喋ってくれ」というテレビ電話が多数かかってきたという[50]。そういったことからも、2018年3月17日に『ウルトラマンオーブ THE CHRONICLE』にて本話が再放送された際には、自身のTwitterにて「本当に大好きな役」としてスタッフやキャストの皆に改めて感謝を述べている[51]。
- スーツアクター：寺井大介[52]
  - ミニチュアセットの中でドラマを撮りたいという冨田の要望により、主役ウルトラマンを数多く担当して演技力に定評のある寺井が指名された[47]。
- 第9話の脚本を担当した中野貴雄は、1970年代のテレビドラマに散見されたサブタイトル「○○のブルース」にちなんだ同作品について、「1990年代からパロディ（ニセモノ）ばかりを作ってきた自分が本物のウルトラマンを作っていいのか」という思いをずっと持っていたため、ババリューの心情は自身の想いを重ねており、自責の念をこめて執筆したことを述べている[出典 8]。中野は前作『ウルトラマンX』でも同様のストーリーを考えていたが実現には至らず、本作品はそのリベンジであったとしている[53]。
- 馬場の衣裳は、冨田が「センスが間違っている人」と発注したものである[47]。
- 巨大戦では第2期ウルトラシリーズをイメージし、土を撒いたステージで格闘を行っている[48]。

### ニセウルトラマンオーブ
『ウルトラマンオーブ』第9話「ニセモノのブルース」に登場。
ババルウ星人ババリューがメフィラス星人ノストラの命令を受けて擬態した、オーブの偽者。外見はスペシウムゼペリオン形態の本物と同一であるが、巨大化時のポーズは左右逆で左腕を突き上げている。馬場の姿から変身する際には両腕を高く掲げるポーズを取り、金色に輝くエフェクトに全身が包まれて変身が完了する。
ケルビムとの戦いで変身が解除されるまでは偽者であることに誰も気付けなかったが、SSPの夢野ナオミだけは戦い慣れていない様子を不審がっていた。

## 『ウルトラマンタイガ』に登場するババルウ星人
『ウルトラマンタイガ』第7話「魔の山へ!!」に登場。
ネットアイドル天王寺藍のマネージャー肥後（）に化け、藍やヒロユキとホマレを九頭流村に誘うと、彼女の霊能力でナイトファングの封印を解く。その後、巨大化してタイガと戦うが、フーマによって倒される。
- 演（肥後）：川守田政人
- スーツアクター：石川真之介
- 本物の肥後とババルウ星人が変身した偽物とでは、メガネのフレームが異なっている[58]。
- 脚本を担当した林壮太郎は、ババルウ星人を登場させたことについて、変身能力があることに加えて『オーブ』から数年経ったことを踏まえ、悪役としてのババルウ星人を描いてもいいのではないかと考えたことを理由に挙げている[58]。
- 巨大化シーンは合成を用いずに表現している[58]。監督の神谷誠は、『レオ』での腕のカッターの展開を再現したかったが、現在のスーツは刃が露出したままのため、合成で光を入れている[58]。

## 『ウルトラギャラクシーファイト 大いなる陰謀』に登場するババルウ星人
YouTubeオリジナル配信作品『ウルトラギャラクシーファイト 大いなる陰謀』に登場。
ウルトラ大戦争の時代、エンペラ星人の配下としてゴドラ星人やナックル星人と共に光の国への襲撃に加担するが、上空の小惑星上にて交戦したウルトラマンケンに圧倒されてナックル星人と共に降参し、自分たちは手先に過ぎない旨を述べて命乞いする。しかし、それを聞き入れなかったウルトラマンベリアルにデスシウム光線を撃たれ、2人とも爆散する。

## 『ウルトラマン Fighting Evolution0』に登場するババルウ星人
PlayStation Portable専用ソフト『ウルトラマン Fighting Evolution 0』に登場。
ウルトラ兄弟抹殺のためにバルタン星人、ヒッポリト星人、ナックル星人、テンペラー星人と手を組み、ヤプールに利用されている。ゾフィー（レオ編ではセブン）やエース（エース編ではタロウ）を拉致し、彼らに変身することでウルトラの父やウルトラ兄弟を騙し、ウルトラの父やプレイヤーキャラクター以外のウルトラ兄弟をヒッポリトタールでブロンズ像にする。本作品では戦闘はあまり得意ではないとのことからゼットンを使役しており、それが敗れた後はゼットンの力を吸収してパワーアップし、プレイヤーキャラクターに戦いを挑む。
ゾフィーやセブンに化けているときの台詞から、変身能力には時間制限があることが示唆されている。
超ババルウ星人
上記のババルウ星人を一度倒すとヤプールによって力を注がれ、暴走した超ババルウ星人となって再び襲いかかる。動きが俊敏となり、目や胸部の発光体が赤から虹色に変わる。
ニセゾフィー
隠しストーリーではゾフィーに化けて光の国に侵入し、プレイヤーキャラクターと戦う。

## 『大怪獣ラッシュ ウルトラフロンティア』に登場するババルウ星人
データカードダスおよびそれを元にしたCGショートムービー『大怪獣ラッシュ ウルトラフロンティア』に登場。通常のババルウ星人は、テレビ版にてハンターステーションにいる宇宙人として姿が確認できるほか、劇場版『DINO-TANK Hunting』ではザラブ星人やメトロン星人と共にチームを組み、恐竜戦車に挑むが、敗退している。
ババルウ星人フガク
4弾より登場。「旋風のフガク」の異名を持つ。伝説の七星剣の1人で、妖刀サカマシの使い手。気性は激しいが裏表がない性格で、筋金入りの実力を持つことからさまざまなハンターたちに慕われている。
ババルウ星人ドマノ
4弾より登場。「ドマノアドベンチャー」の異名を持つ。好奇心旺盛な冒険家でもあり、飾らず親しみやすい性格。彼にとってのハンターライセンスはさまざまな星へのパスポート代わりでもある。
ババルウ星人ハマー
ウルティメイトフォースゼロ編より登場。「暗黒を求める狂戦士」の異名を持つ。

## その他

### ウルトラシリーズ
- 映画『ウルトラマンZOFFY ウルトラの戦士VS大怪獣軍団』にも登場（映像は『ウルトラマンレオ』第39話の流用）。
- 居村眞二の漫画『戦え!宇宙けいび隊』のエピソードの1つ「怪獣スターウォーズ」では、ゴルゴスへの変身を経て岩石に擬態し、ヒッポリト星人に不意打ちを仕掛けるなどの戦術を披露するが、最後は母親に叱られて家に連れて帰られる。
- 漫画『ウルトラマンSTORY 0』では、ウルトラ戦士の抹殺と宇宙支配を企む星間連合の首領格として登場。
- 円谷プロ公式サイトのエイプリルフール企画では、2010年の「円谷ッター」（ツブッター。Twitterのパロディ。）に参加。『レオ』当時と同様、たびたびにせアストラの姿になって参加者を騙すが、やはりウルトラマンキングに正体を暴かれる。
- 『ウルトラマンゼロ&オールスターウルトラマン超絶!ウルトラリーグ』（テレビマガジン版2011年7月号掲載分）では、エンペラ星人とレイブラッド星人が率いる宇宙人軍団の1体としてウルティメイトフォースゼロを襲う。

### 外部出演
- 『めちゃ²イケてるッ!』では『大怪獣バトル ウルトラ銀河伝説 THE MOVIE』の出演オーディションに参加し、メフィラス星人やミクラスと共に球乗り対決のゴールの紐を持つ役割を任されていたが、ウルトラマンベリアルに蹴りを入れた宮迫博之に怒り、紐を2体から引きちぎって他の怪獣たちと共に宮迫を攻撃する。最終審査のダンス審査では、前髪をかき上げながらダンスを踊っている。
- gooの動画サービスではウルトラマンナイスと共に色々な動画を紹介し、ナイスのDJの相手も担当する。
- プロバスケットボールbjリーグと円谷プロダクションのコラボレーション企画として開催された、ウルトラ怪獣を各チームのマスコットキャラクターとしてチームに加える「ウルトラ怪獣ドラフト2010」ではノミネート怪獣として候補に挙がり、大分ヒートデビルズよりドラフト指名された[60]。
- 2009年のHONDA「ステップワゴン スパーダ」のCMでは、スパーダを恐れて他の怪獣と共に道を空ける役で出演している。